# 新城雄大
新城 雄大（あらしろ ゆうだい、1995年7月3日 - ）は、東京都三鷹市出身の自転車競技（ロードレース）選手。キナンサイクリングチーム所属。

## 経歴
八重山農林高校時代から、石垣島のチームウィンドフレンドの新城貞美（新城幸也の父）らの指導を受けて自転車競技の力をつける。
2014年から那須ブラーゼンに所属しプロデビュー。2016年はエカーズに移籍。
2018年にキナンレーシングチームに移籍。2022年よりキナンの主将を務める。
同姓である新城幸也とは血縁関係はない。

## 主な成績
- 2015年
  - Jプロツアー U23年間総合優勝[1]

- 2017年
  -  全日本自転車競技選手権大会 個人タイムトライアル・U23 優勝
  - ボルタ・ア・ラ・コムニタ・バレンシアナ 区間優勝（第1）

- 2018年
  -  全日本自転車競技選手権大会 個人ロードレース 男子エリート 3位（銅メダル）

- 2021年
  - JCL 広島トヨタ広島ロードレース 優勝[2]
- 2022年
  - 全日本自転車競技選手権大会 個人ロードレース 男子エリート 2位（銀メダル）